# Велика Яблунівка
Вели́ка Яблуні́вка (попередня назва Вовківка) — село в Україні, у Черкаському районі Черкаської області, у складі Березняківської сільської громади. Розташоване над річкою Тясмин, за 30 км від міста Черкаси, за 8 км на південь від міста Сміла та за 5 км від залізничної станції ім. Тараса Шевченка. Кількість населення — 1966 осіб.
У селі річка Попів впадає у Тясмин.

## Історія
Сьогодення села сягає в глибоку сиву давнину.
У середині 50-х років XX ст. учні Велико-Яблунівської школи на березі Тясмину та в руслі його притоки, яка давно висохла, знайшли останки первісного велетня — мамонта (їх було взято в Академію УРСР як винятковий екземпляр).
Про заселення цієї місцини первісними людьми свідчать знайдені молодими дослідниками дві кам'яні сокири з отвором для рукоятки, камінний молоток (газ. «Черкаська правда», 2 липня 1957 р.).
Поблизу Великої Яблунівки виявлено також кургани скіфського часу.
1838 р. Графи Бобринські в селі будують цукровий завод.
1846 р. З розширенням площ посівів цукрових буряків зросла потреба в робочій силі. У селі засівалось 1500 десятин (1635 га) буряками, на обробітку яких було зайнято понад 3500 осіб.
1886 р. З причини недостатньої кількості сировини завод припиняє свою виробничу діяльність, а в 1895 році його будівлі були повністю розібрані.
1925 р. У селі організовано ТСОЗ, в 1929 році — колгосп ім. Косіора.
1941-1944 роки. Німецько-радянська війна. Село відвойоване силами 1237-го стрілецького полку 373-ї стрілецької дивізії (у складі 52-ї загальновійськової армії 2-го Українського фронту) 27 січня 1944 року. На території села діяла підпільна організація яку очолював Г. І. Гаркуша, і нараховувала 8 підпільників.
За мужність, виявлену в боях з нацистами, 287 громадян села городжено орденами і медалями Радянського Союзу.
1944 рік. У центральному господарстві — 3 корови, 63 теляти, хоферма з 70 курей та 14 качок (газ. «Червоний стяг» 24 вересня І р.). З метою забезпечення господарства посівним матеріалом бр дир рільничої бригади Фросина Хільченко разом зі своїми подру зібрала у односельців 285 цнт зерна… З кожного гектара вродило 1 цнт зернових (газ. «Червоний стяг», 7 листопада 1944 р.).
1951 рік. Власністю колгоспу ім. Горького є 4 автомашини, ? голови коней, 20 пар волів, 4 жатки.
1954 рік. 19 листопада газета «Червоний стяг» повідомляє: «Гордістю села є гідроелектростанція потужністю 84 кіловати. Встановлено 450 освітлювальних точок. Повністю електрифіковано твар. приміщення, а також млин, пилораму, кузню, школу, клуб. У колгоспному виробництві встановлено 20 діючих електромоторів.
1969 рік. Виробництво молока порівняно з 1950 роком збільшилось у сім разів, зерна — у 2,5 раза. Грошові прибутки зросли у 8 р.
В 1950 році на оплату праці було витрачено 41,6 тис. крб., в ? році — 419 тисяч карбованців. Колгосп удостоюється звання господарства високої культури землеробства. Передовики: механізатори Іван Бойко, Іван Полтавець кола Котляр, Іван Рябокінь, Володимир Кутовий; доярки Софія З ряна, Ніна Мельник, Варвара Демиденко, Євгенія Піскун; свинар лина Онищенко, Віра Сіренко, Віра Вдовенко.
1973 рік. У господарстві врожайність зернових з кожного і складає 40,8 цнт, у тому числі озимої пшениці — 50 центнерів. Ріл бригада Ніни Ткаченко зібрала з кожного гектара по 53,2 цнт пшениці, понад 40 цнт ячменю, 39 цнт проса.
1977 рік. Врожай зернових по колгоспу складає 49,7 центнер пшениці — 52 цнт з кожного гектара.
1978 рік. Валове виробництво молока з 1209 цнт у 1951 зросло до 13676 центнерів. Стадо корів за цей період збільшилося з 3 до 670.
1982 рік. У господарстві в порівнянні з 1965 роком врожайність зернових зросла на 6 цнт з кожного гектара, цукрових буряків — на 21, овочів — на 39 центнерів.
Виробництво валової продукції на одного працівника збільшилося на 2284 карбованця, а на один людино-день — на 6 крб. 23 коп.
У селі — Будинок культури на 400 місць, дві бібліотеки. На розі вулиць Горького і Молодіжної — двоповерховий будинок на 8 квартир, а далі — один двоповерховий. Дитячий садок і майстерня індпошиву, їдальня, 5 магазинів, стадіон, медпункт, філія зв'язку.
З порога восьмирічної школи пішло у велике життя 45 вчителів, 26 агрономів, чимало медиків і зооветспеціалістів (газ. «Червоний стяг», 9 жовтня 1982 р.).
1985 рік. У колгоспі 3245 гектарів землі, які обслуговують 20 вантажних автомашин, 35 тракторів, 8 зернових, 3 бурякових, по два кукурудзозбиральних та силосних комбайнів, 390 електродвигунів. На тваринницьких фермах утримують 1605 голів великої рогатої худоби, 1460 голів свиней. Порівняно з 1960 роком виробництво молока збільшилося на 1133 тонни.
Оплата праці одного людино-дня склала 7 крб. 65 коп. Середньорічна заробітна плата колгоспника: механізатора — 2880 карбованців, доярки — 2510, свинарки — 2180, різноробочого — 1547 карбованців.
В особистому користуванні колгоспників — 95 легкових автомобілів, понад 150 мотоциклів. У вищих і середніх навчальних закладах навчається п'ять колгоспних стипендіатів. Культурно-побутовий фонд складає 56 тисяч карбованців.
1990 рік. У колгоспі ім. Горького створено кооператив "Добробут ', у якому діє цех по ремонту різного електрообладнання, виготовляються металеві сітки. До кооперативу входять також олійниця, млин, Лашя-сауна. Планується також створити цех по переробці м'ясопродуктів.
1995 рік. У порівнянні з 1990 роком КСП «Тясмин» зменшило поголів'я ВРХ на 588 голів (1648—1060), свиней — на 606 голів (1258—652).
1996 рік. У селі дворів — 1130, населення — 2252 осіб (? жінок — чоловіків — 1004), дітей до 17-ти років — 420.
1999 рік. 1 січня. Вартість основних виробничих фондів КСП 9 млн. 897 тис. гривень. Валове виробництво сільськогоспода кої продукції за 1998 рік — 1 млн. 115 тис. гривень. У господарстві цює 211 чоловік. Середньомісячна зарплата одного працівника 117 вень. Рентабельність рослинництва — 8,5 відсотка, тваринництво з кове. На фермах утримують 478 голів ВРХ, у тому числі 162 голови корів, голову свиней, 1711 голів птиці.
Велика Яблунівка — стандартизований топонім. Офіційна назва села, прийнята в 20-х роках минулого століття, — Яблунівка. Попередня назва пов'язана з ім'ям польського князя Яна Яблоновського. Від його прізвища й осаду почали називати Яблоновкою.
Село, за офіційними документами, засноване близько 1775 р. Цікаво, що мешканці села за традицією пов'язують його назву з переказом, згідно з яким, щоразу, вирушаючи з дорогу чи повертаючись назад, чумаки зупинялися на перепочинок біля великої яблуні. При цьому любили промовляти: «Де будемо відпочивати? — Звісно, біля великої яблуні».
Не можна залишити поза увагою зниклий топонім — Вовківка. Колишню назву села пов'язують з іменем першого поселенця, який придбав прізвисько Вовк за певні риси характеру — відлюдькуватість. Від прізвища Вовк за допомогою назвотворчого суфікса –івк- і утворилася назва села.
Описуючи село в книзі «Сказания о населенных местностях Киевской губернии», 1864 року Л.Похилевич наголошує, що «… к востоку от села еще недавно тянулся превосходный лес…», який нещадно винищувався в результаті діяльності цукрового заводу. На цей час в селі проживало 1342 жителі. Була дерев'яна церква в ім'я Іоана Богослова, збудована в 1777 році.
У 1925 році в селі організовано товариство спільного обробітку землі (ТСОЗ), а в 1929 році створено колгосп ім. С. В. Косіора.
У радянський період на території села розташовувалась центральна садиба колгоспу ім. Горького, працювала восьмирічна школа, Будинок культури, клуб, дві бібліотеки, медпункт, філія зв'язку, 5 магазинів.
За мужність і відвагу, проявлені в роки Німецько-радянської війни, 278 жителів села нагороджені орденами та медалями.

## Населення

### Мовний склад
Рідна мова населення за даними перепису 2001 року:
| Мова       | Чисельність, осіб | Доля     |
| ---------- | ----------------- | -------- |
| Українська | 1 874             | 95,32 %  |
| Російська  | 69                | 3,51 %   |
| Молдовська | 21                | 1,07 %   |
| Інше       | 2                 | 0,10 %   |
| Разом      | 1 966             | 100,00 % |

## Відомі люди
- Шпильовий Леонід Вікторович — український вчений, фахівець з гірництва та технічної кібернетики.